# Anisogammarus atchensis
Anisogammarus atchensis är en kräftdjursart. Anisogammarus atchensis ingår i släktet Anisogammarus och familjen Anisogammaridae. Inga underarter finns listade i Catalogue of Life.